# محمد طلعت (ممثل)
محمد طلعت ممثل مصري ولد يوم 31/أكتوبر/ 1987.

## أعماله
- أهو ده اللي صار (019
- الوصية (2018)
- طلعت روحي (2018)
- هبة رجل الغراب (ج4)
- ريح المدام (2017)
- هبة رجل الغراب (ج3) (2017)
- أسعد الله مساءكم (3) (2015)